# Хинтон, Джеррика
Дже́ррика Хи́нтон (англ. Jerrika Hinton, род. 28 сентября 1981) — американская телевизионная актриса.

## Жизнь и карьера
Джеррика Хинтон родилась в Далласе, штат Техас и в 2002 году окончила Южный методистский университет. Начиная с 2006 года Хинтон начала свою карьеру на телевидении и появилась в более десятки сериалов, среди которых были «Девочки Гилмор», «Говорящая с призраками», «Сплетница» и «Скандал».
В сентябре 2012 года Хинтон получила второстепенную роль интерна Стефани Эдвардс в сериале Шонды Раймс «Анатомия страсти». Персонаж Хинтон был одним из пяти новых интернов в девятом сезоне сериала, а роли других сыграли Тина Мажорино, Камилла Ладдингтон, Гай Чарльз и Тесса Феррер. После появления почти в каждом из эпизодов сезона, Хинтон, вместе с тремя другими актёрами, была повышена до регулярного состава начиная с десятого сезона. В начале 2016 года, после четырёх сезонов в «Анатомия Страсти», Раймс дала Хинтон главную роль в своем комедийном проекте «Тост». В 2020 году она начала играть Милли Моррис в сериале Amazon Prime «Охотники».

## Фильмография
| Год       | Название на русском    | Название на английском | Роль                | Примечания                                                               |
| --------- | ---------------------- | ---------------------- | ------------------- | ------------------------------------------------------------------------ |
| 2006      | Rain                   | Beni Arnold            |                     |                                                                          |
| 2006      | Девочки Гилмор         | Gilmore Girls          | Allison             | Эпизод: «Super Cool Party People»                                        |
| 2006      | Все ненавидят Криса    | Everybody Hates Chris  | Birthday girl       | Эпизод: «Everybody Hates Rejection»                                      |
| 2007      |                        | Eight Days a Week      | Marjorie Walsh      | Телефильм                                                                |
| 2007      | Зоуи 101               | Zoey 101               | Claire Jeffries     | Эпизод: «Son of a Dean»                                                  |
| 2008      |                        | Broken Angel           | Officer Raines      |                                                                          |
| 2008      | Говорящая с призраками | Ghost Whisperer        | Clerk               | Эпизод: "Ball & Chain                                                    |
| 2009      | Сплетница              | Gossip Girl            | официантка          | Эпизод «Девушки из долины»                                               |
| 2010      | Обмани меня            | Lie to Me              | Robin               | Эпизод: "Bullet Bump                                                     |
| 2010      |                        | Better with You        | Saleswoman          | Эпизод: «Pilot»                                                          |
| 2010      |                        | Terriers               | Didi                | Эпизод: «Missing Persons»                                                |
| 2011      | Соседка по комнате     | The Roommate           | Shiana              |                                                                          |
| 2011      |                        | Mad Love               | Eva                 | Эпизод: «Fireworks»                                                      |
| 2011      | Кости                  | Bones                  | Nadine Tweed        | Эпизод: «The Truth in the Myth»                                          |
| 2011      |                        | Consequences           | Tamika              | Эпизод: «Monisa»                                                         |
| 2011      | Рождественский поцелуй | A Christmas Kiss       | Tressa              | Телефильм                                                                |
| 2012      |                        | The Strangely Normal   |                     | Короткометражный фильм                                                   |
| 2012      | Скандал                | Scandal                | Hannah              | Эпизод: «Hell Hath No Fury»                                              |
| 2012      |                        | The Book Club          |                     | 2 эпизода                                                                |
| 2012—2017 | Анатомия страсти       | Grey’s Anatomy         | Stephanie Edwards   | Повторяющияся состав (сезон 9, 21 эпизод) Регулярный состав (сезон 10 —) |
| 2018      | Здесь и сейчас         | Here and Now           | Ashley Bishop-Black | Регулярный состав                                                        |
| 2024      | Уроки фортепиано       | The Piano Lesson       | Grace               |                                                                          |